# Monday Samuel
Samuel Monday Ayinoko Abu, meglio noto come Monday Samuel (12 novembre 1993), è un calciatore nigeriano, centrocampista dell'Högaborgs BK.